# Arabica FC Kirundo
 Arabica FC Kirundo, là một câu lạc bộ bóng đá Burundi, đến từ Tỉnh Kirundo ở phía Bắc Burundi và thi đấu ở giải hạng nhì.

## Thành tích ở các giải đấu CAF
- Cúp CAF 2001: 1 lần tham gia First round[1]